# 梅子可樂
梅子可樂，是一種台灣飲品，做法是把話梅投進一杯可口可樂中。現已無法追知起源，話梅屬酸性有壓氣之功能，會短暫的把可樂中的二氧化碳壓出，加上話梅含有鹽分，組成一種新穎的口感，增添可樂的風味。
由於這是台灣民间自行发明的口味，可口可樂公司本身沒有推出此一新口味，反而是維他露食品股份有限公司在2006年有推出600cc的“梅子可樂”寶特瓶飲料，但不多見。